# 튀니지의 재외공관 목록

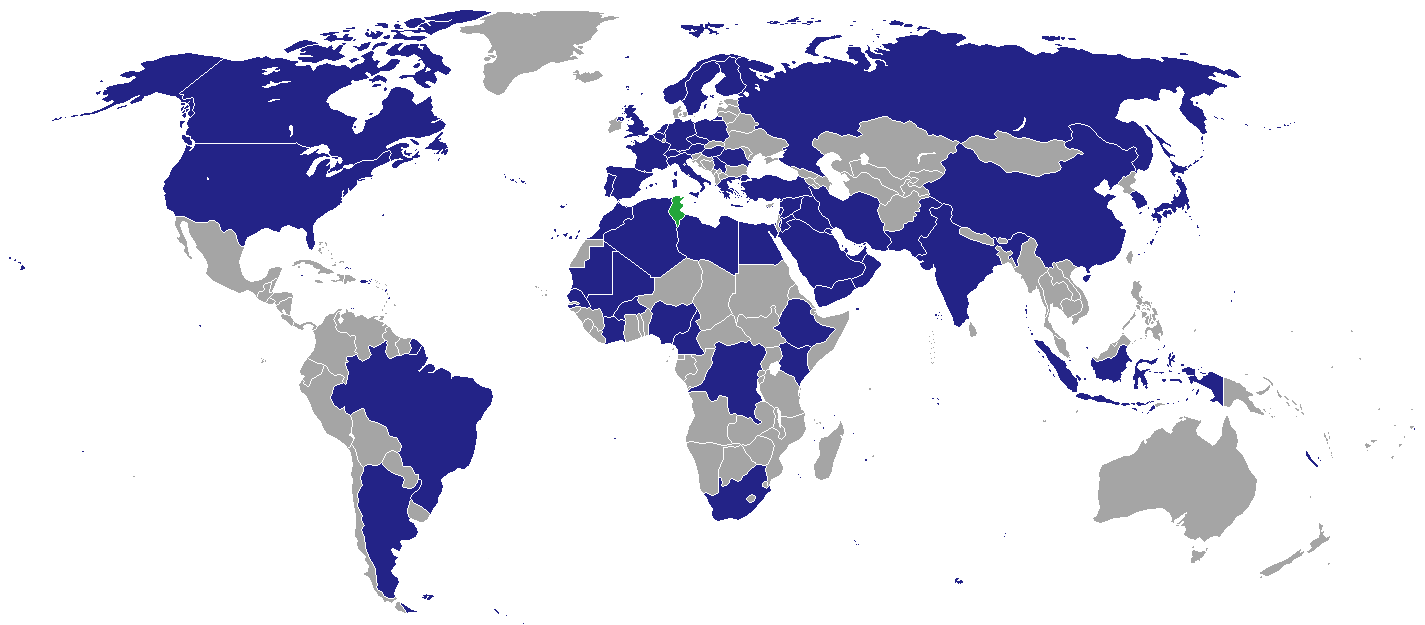
튀니지의 재외공관

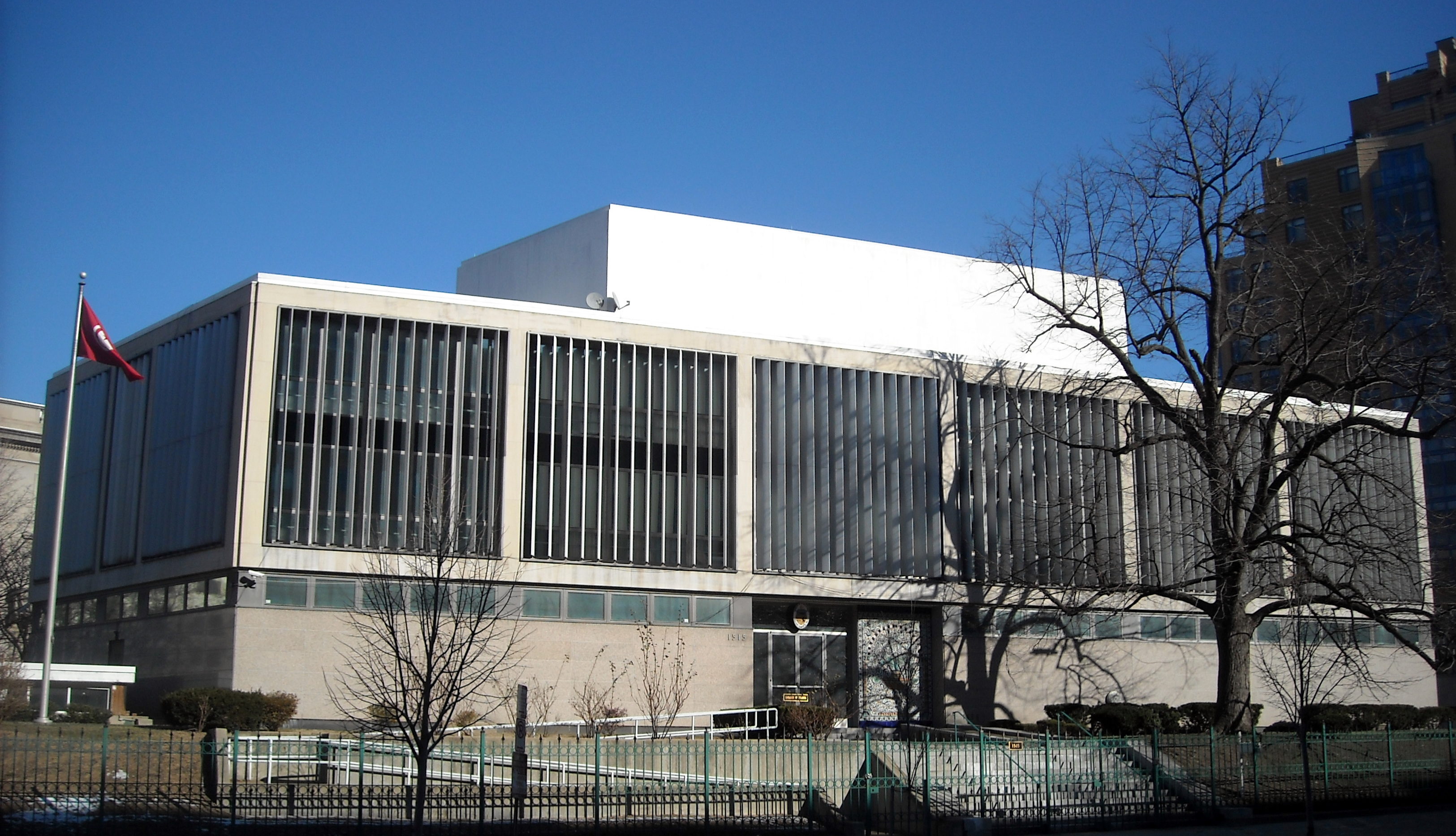
워싱턴 D.C. 주재 튀니지 대사관

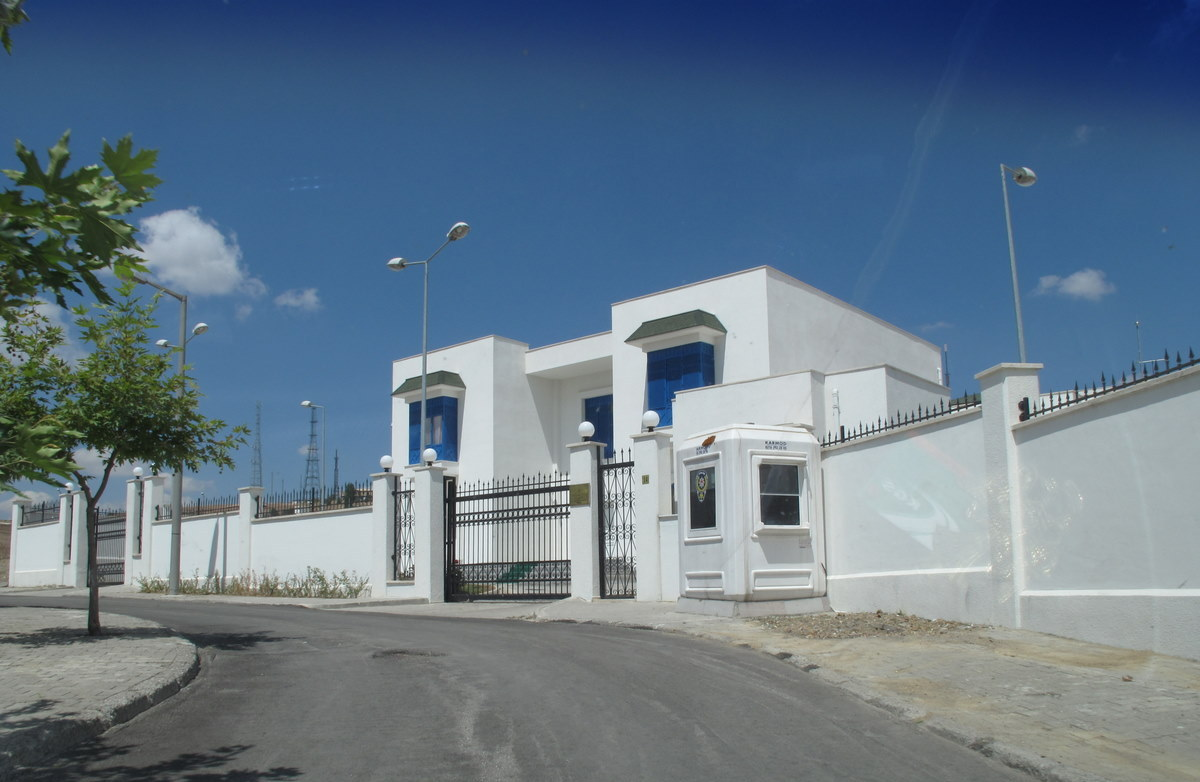
앙카라 주재 튀니지 대사관

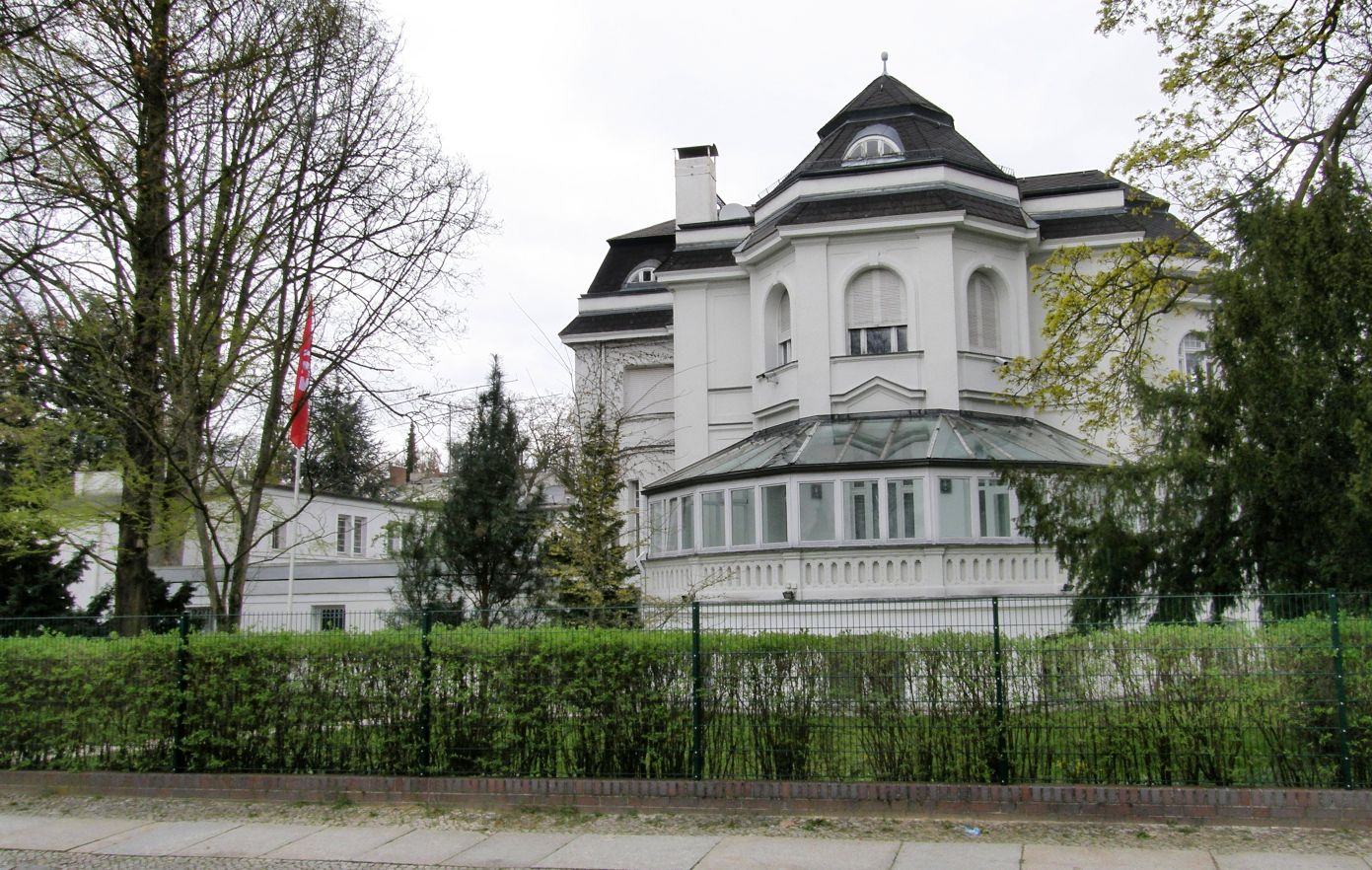
베를린 주재 튀니지 대사관

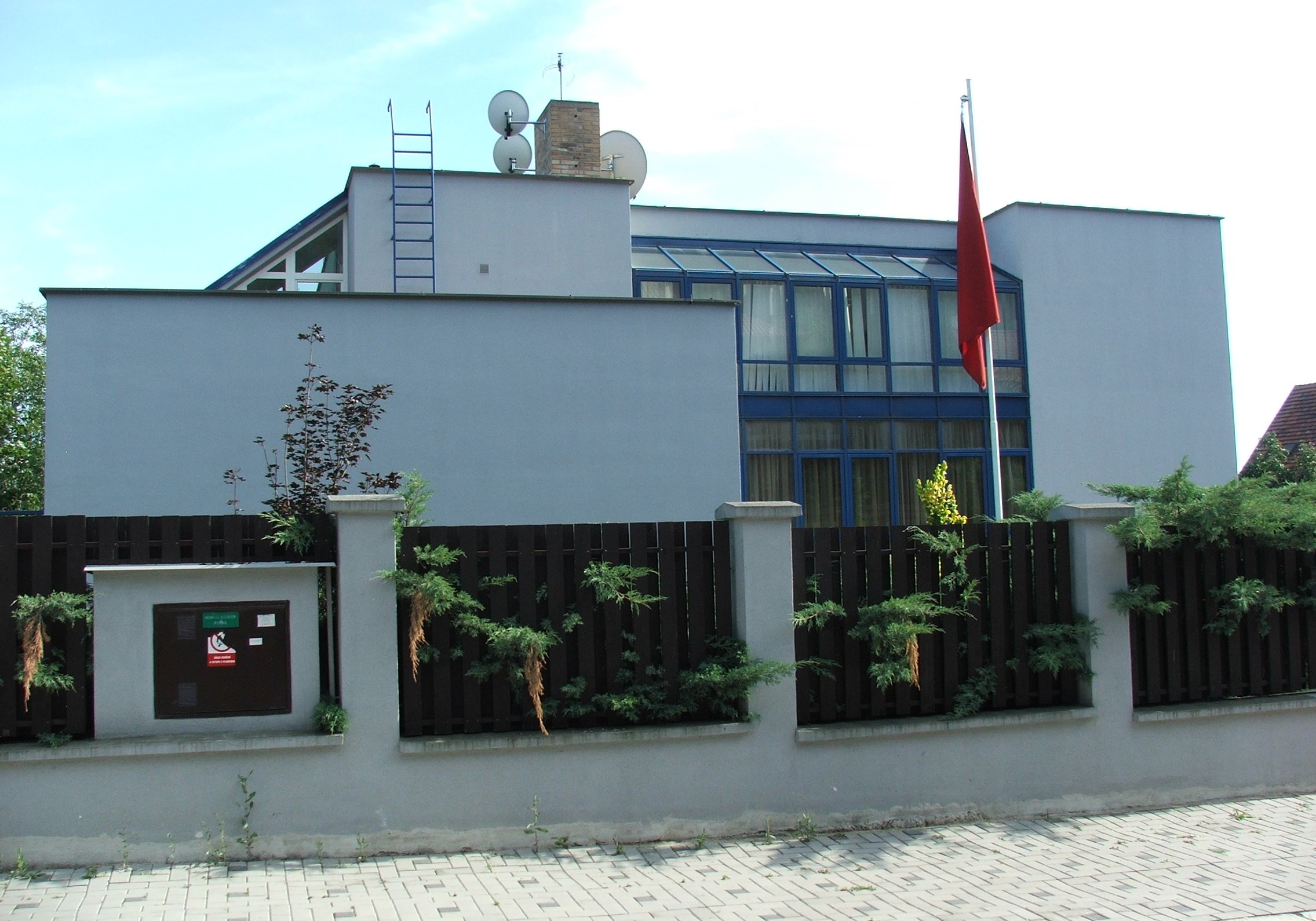
프라하 주재 튀니지 대사관

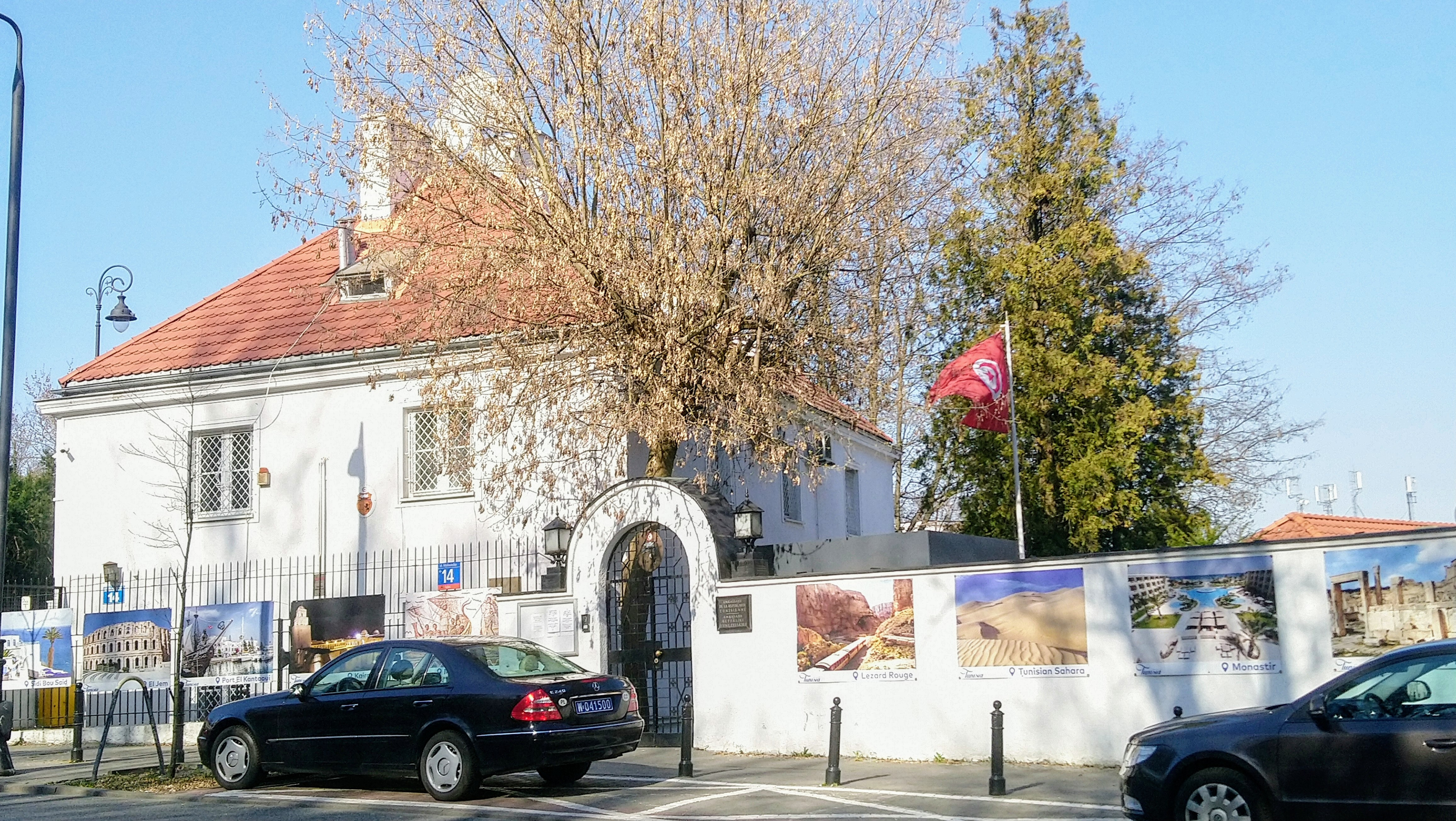
바르샤바 주재 튀니지 대사관

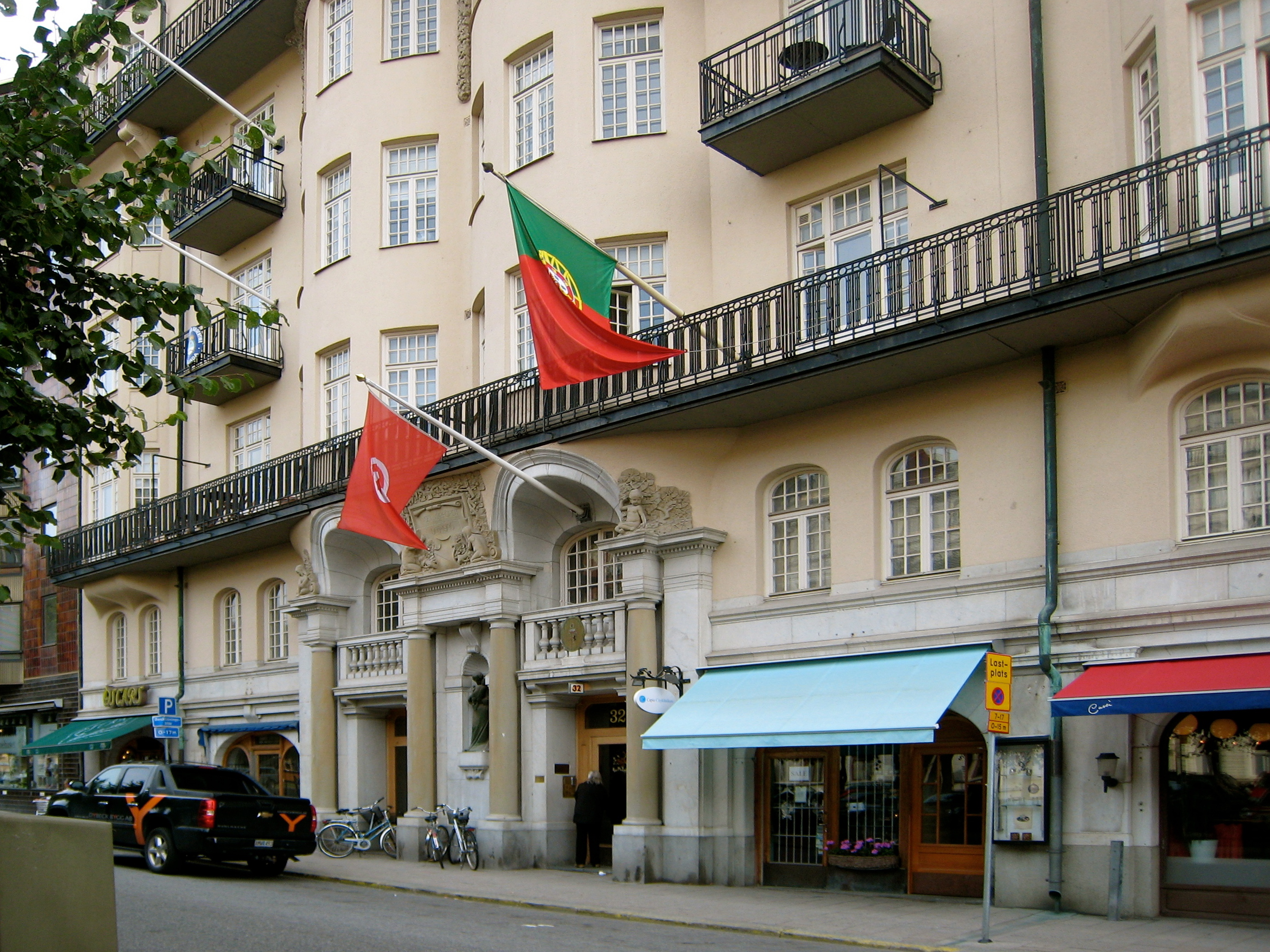
스톡홀름 주재 튀니지 대사관

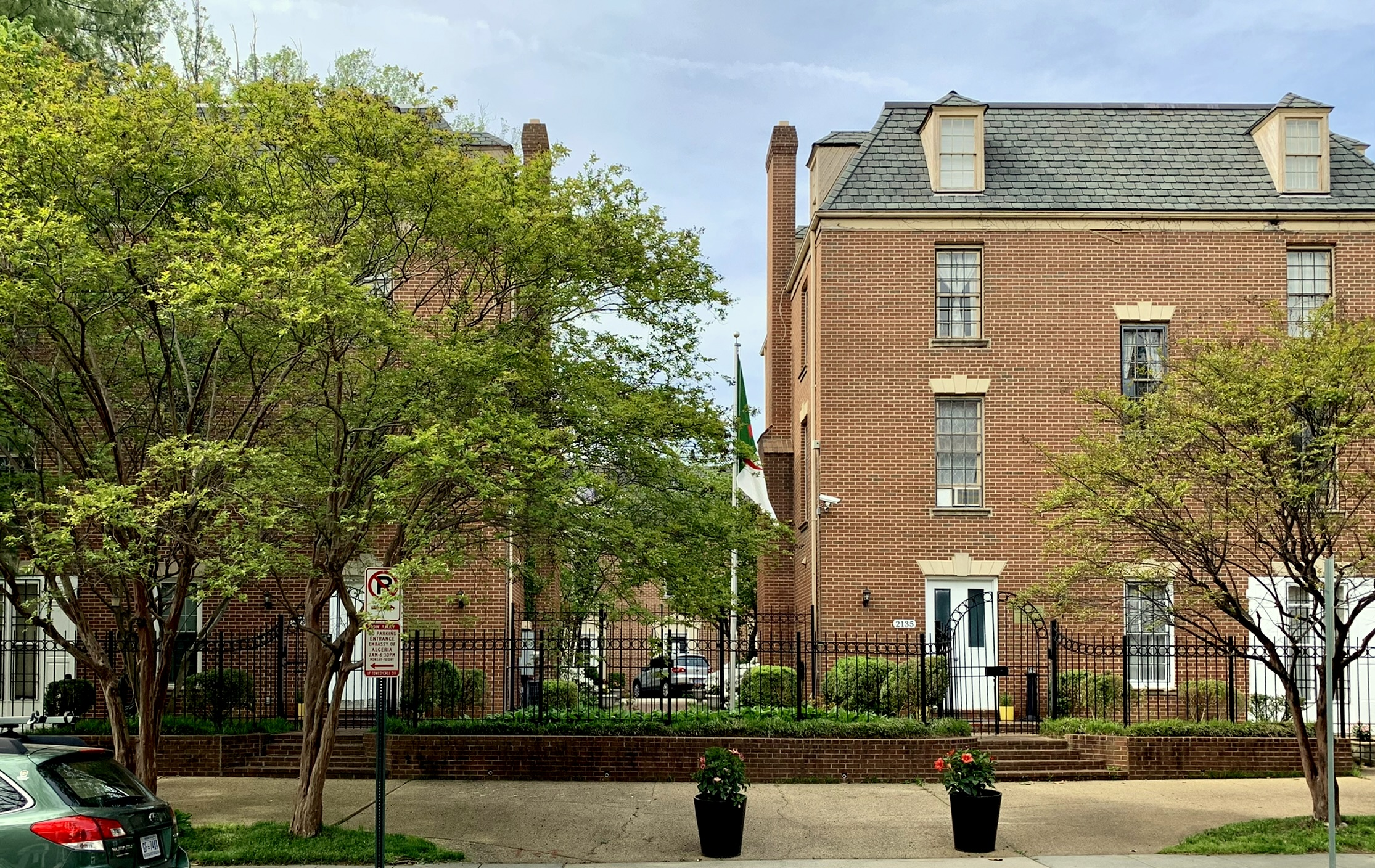
워싱턴 D.C. 주재 튀니지 대사관

튀니지의 재외공관 목록은 튀니지 주재 대사관을 각국에 상주시켜 놓는 것을 의미하며 튀니지의 재외공관을 나열한 목록이다.

## 아프리카
- 알제리 : 알제 (대사관), 안나바 (총영사관), 테베사 (영사관)
- 카메룬 : 야운데 (대사관)
- 코트디부아르 : 아비장 (대사관)
- 콩고 민주 공화국 : 킨샤사 (대사관)
- 이집트 : 카이로 (대사관)
- 에티오피아 : 아디스아바바 (대사관)
- 리비아 : 트리폴리 (대사관), 벵가지 (총영사관)
- 말리 : 바마코 (대사관)
- 모리타니 : 누악쇼트 (대사관)
- 모로코 : 라바트 (대사관)
- 나이지리아 : 아부자 (대사관)
- 세네갈 : 다카르 (대사관)
- 남아프리카 공화국 : 프리토리아 (대사관)
- 수단 : 하르툼 (대사관)

## 아메리카
- 아르헨티나 : 부에노스아이레스 (대사관)
- 브라질 : 브라질리아 (대사관)
- 캐나다 : 오타와 (대사관), 몬트리올 (영사관)
- 미국 : 워싱턴 D.C. (대사관)

## 아시아
- 바레인 : 마나마 (대사관)
- 중화인민공화국 : 베이징시 (대사관)
- 인도 : 뉴델리 (대사관)
- 인도네시아 : 자카르타 (대사관)
- 이란 : 테헤란 (대사관)
- 이라크 : 바그다드 (대사관)
- 일본 : 도쿄도 (대사관)
- 요르단 : 암만 (대사관)
- 대한민국 : 서울특별시 (대사관)
- 쿠웨이트 : 쿠웨이트시티 (대사관)
- 레바논 : 베이루트 (대사관)
- 오만 : 무스카트 (대사관)
- 파키스탄 : 이슬라마바드 (대사관)
- 팔레스타인 : 가자 (대표부 사무소)
- 카타르 : 도하 (대사관)
- 사우디아라비아 : 리야드 (대사관), 지다 (총영사관)
- 시리아 : 다마스쿠스 (대사관)
- 튀르키예 : 앙카라 (대사관), 이스탄불 (영사관)
- 아랍에미리트 : 아부다비 (대사관)
- 예멘 : 사나 (대사관)

## 유럽
- 오스트리아 : 빈 (대사관)
- 벨기에 : 브뤼셀 (대사관)
- 체코 : 프라하 (대사관)
- 핀란드 : 헬싱키 (대사관)
- 프랑스 : 파리 (대사관), 리옹 (총영사관), 마르세유 (총영사관), 그르노블 (영사관), 낭테르 (영사관), 니스 (영사관), 스트라스부르 (영사관), 툴루즈 (영사관)
- 독일 : 베를린 (대사관), 뒤셀도르프 (총영사관), 함부르크 (영사관), 뮌헨 (영사관)
- 그리스 : 아테네 (대사관)
- 헝가리 : 부다페스트 (대사관)
- 이탈리아 : 로마 (대사관), 팔레르모 (총영사관), 제노바 (영사관), 밀라노 (영사관), 나폴리 (영사관)
- 몰타 : 발레타 (대사관)
- 네덜란드 : 헤이그 (대사관)
- 노르웨이 : 오슬로 (대사관)
- 폴란드 : 바르샤바 (대사관)
- 포르투갈 : 리스본 (대사관)
- 루마니아 : 부쿠레슈티 (대사관)
- 러시아 : 모스크바 (대사관)
- 세르비아 : 베오그라드 (대사관)
- 스페인 : 마드리드 (대사관)
- 스웨덴 : 스톡홀름 (대사관)
- 스위스 : 베른 (대사관)
- 영국 : 런던 (대사관)

## 오세아니아
- 오스트레일리아 : 캔버라 (대사관)

## 대표부
- EU 튀니지 정부 대표부 : 브뤼셀
- UN 튀니지 정부 대표부 : 뉴욕, 제네바
- 아프리카 연합 튀니지 정부 대표부 : 아디스아바바
- 아랍 연맹 튀니지 정부 대표부 : 카이로